# Empoasca brucei
Empoasca brucei är en insektsart som beskrevs av Langlitz 1964. Empoasca brucei ingår i släktet Empoasca och familjen dvärgstritar. Inga underarter finns listade i Catalogue of Life.